# Glenwood (Missouri)
Glenwood és una població dels Estats Units a l'estat de Missouri. Segons el cens del 2000 tenia 203 habitants.

## Demografia
Segons el cens del 2000, Glenwood tenia 203 habitants, 74 habitatges, i 56 famílies. La densitat de població era de 105,9 habitants per km².
Dels 74 habitatges en un 41,9% hi vivien nens de menys de 18 anys, en un 70,3% hi vivien parelles casades, en un 4,1% dones solteres, i en un 23% no eren unitats familiars. En el 23% dels habitatges hi vivien persones soles el 16,2% de les quals corresponia a persones de 65 anys o més que vivien soles. El nombre mitjà de persones vivint en cada habitatge era de 2,74 i el nombre mitjà de persones que vivien en cada família era de 3,25.
Per edats la població es repartia de la següent manera: un 32,5% tenia menys de 18 anys, un 5,9% entre 18 i 24, un 27,6% entre 25 i 44, un 21,2% de 45 a 60 i un 12,8% 65 anys o més.
L'edat mediana era de 36 anys. Per cada 100 dones de 18 o més anys hi havia 93 homes.
La renda mediana per habitatge era de 32.500 $ i la renda mediana per família de 34.250 $. Els homes tenien una renda mediana de 29.063 $ mentre que les dones 25.313 $. La renda per capita de la població era de 15.356 $. Entorn de l'11,8% de les famílies i l'11,9% de la població estaven per davall del llindar de pobresa.

## Poblacions més properes
El següent diagrama mostra les poblacions més properes.